# She (1935)
She (bra: Ela - A Feiticeira, ou Ela, a Feiticeira) é um filme estadunidense de 1935, dirigido por Lansing C. Holden e Irving Pichel para a RKO Pictures. O roteiro, escrito por Dudley Nichols e Ruth Rose e baseado no romance Ela, a Feiticeira, de H. Rider Haggard, inclui elementos de outros três livros do autor: She and Allan, Ayesha: The Return of She e Wisdom's Daughter.
Produzido por Merian C. Cooper, She é estrelado por Randolph Scott, Nigel Bruce e Helen Gahagan em seu único papel no cinema.
O filme narra a busca de dois exploradores britânicos pela "chama da vida". Na jornada, encontram na Sibéria a civilização perdida de Kor, retratada no estilo art déco através de efeitos especiais. No primeiro livro da série, no entanto, a civilização perdida se localiza na África. A intenção inicial de Cooper era filmar She em cores, mas cortes de verba promovidos pela RKO Pictures forçou-o a filmar em preto-e-branco de última hora. Em 2006, Ray Harryhausen colorizou o filme como um tributo a Cooper.[carece de fontes?] O trailer da versão colorizada de She estreou no Comic-Con de 2006.
Esperava-se que She repetisse o sucesso do filme anterior de Cooper, King Kong. No entanto, o filme teve um resultado decepcionante nas bilheterias, tendo um prejuízo de 180 mil dólares. Em 1949, no entanto, o filme foi relançado ao lado de Os Últimos Dias de Pompéia, um filme também produzido por Cooper em 1935, e obteve êxito junto a uma nova geração de espectadores. Esta versão é oito minutos menor que a versão original lançada em 1935. Os 8 minutos de cenas cortadas foram lançados em DVD pela distribuidora Kino Video em 2007. She foi considerado um filme perdido por muitos anos até que uma cópia original foi encontrada na garagem de Buster Keaton, astro do cinema mudo, e entregue para o colecionador Raymond Rohauer para que fosse preservado.
Apesar do fracasso nas bilheterias, She foi indicado para o Oscar de melhor direção de dança pela sequência "Hall of Kings". Em 2005, John B. Wilson, criador dos prêmios Framboesa de Ouro, incluiu She em sua lista dos 100 filmes ruins mais agradáveis, publicada no livro The Official Razzie Movie Guide.

## Sinopse
Leo Vincey (Randolph Scott) é chamado dos Estados Unidos para a casa de sua família na Inglaterra, onde seu moribundo tio (Samuel S. Hinds) e seu parceiro de pesquisa científica Horace Holly (Nigel Bruce) convencem-no de que seu antepassado, um explorador chamado John Vincey, encontrou a "chama da vida" 500 anos antes.
Seguindo a rota descrita num antigo diário pela esposa de John Vincey, Leo e Holly viajam através de terras congeladas na Sibéria e são acompanhados por um guia chamado Tugmore e a filha dele, Tanya (Helen Mack). Após Tugmore provocar uma avalanche, Leo, Holly e Tanya se escondem numa caverna onde descobrem a civilização perdida de Kor. Lá, são atacados por nativos canibais antes de serem salvos por Billali (Gustav von Seyffertitz).
Billali os leva até Ela, a Rainha Hash-A-Mo-Tep de Kor (Helen Gahagan), que acredita que Leo é a reencarnação de seu amante de 500 anos antes, John Vincey. Ela promete torná-lo imortal assim como Ela para que possam, juntos, governar Kor eternamente em juventude. Tanya alerta Leo de que ninguém vive para sempre. No final, Ela pede a Leo que entre na "chama da vida" com Ela, para que possam se tornar imortais. Quando Leo hesita, Ela propõe entrar primeiro. Ao invés de renovar sua juventude, Ela envelhece centenas de anos, se transforma numa criatura mumificada e morre. Leo, Holly e Tanya escapam de Kor. Mais tarde, eles pressupõem que Ela morreu porque só é possível entrar na chama uma vez.

## Elenco
- Helen Gahagan como Ela
- Randolph Scott como Leo Vincey
- Nigel Bruce como Horace Holly
- Helen Mack como Tanya Dugmore
- Gustav von Seyffertitz como Billali